# Принцеса з млину 2 (фільм)
«Принцеса з млину 2» (інша назва «Донька принцеси з млину») — продовження чеської казки «Принцеса з млину» режисера Зденека Трошки. Фільм вийшов на екрани 3 лютого 2000 року. Стрічка розрахована на дитячу аудиторію.

## Сюжет
Стара історія закінчилась весіллям Жиндріха (Радек Валента) та Елішки (Андреа Черна), а нова починається з того, що лелека приносить подружжю донечку Терінку. Всі радіють малятку навіть водяник (Якуб Зіндулка) та відьма (Моніка Абсолонова) з чортом (Іветта Бланаровічева), які стали охороняти млин. Окрім багатого егоїстичного герцога (Отто Шевчік), який все ще думає про милу Елішку. Тому він вирішує разом зі своїм слугою Жаном (Ладіслав Жупаніч) відправити Жиндріха на війну проти турків, гадаючи, що саме так прекрасна Елішка почне звертати на нього увагу. На щастя, у Елішки та Терінки є захисники – чорт та водяник.

## В ролях
| Актор                | Роль    |
| -------------------- | ------- |
| Радек Валента        | Жиндріх |
| Андреа Черна         | Елішка  |
| Алоїс Швеглік        | Мельник |
| Моніка Абсолонова    | Відьма  |
| Іветта Бланаровічева | Чорт    |
| Якуб Зіндулка        | Водяник |
| Отто Шевчік          | Герцог  |
| Ладіслав Жупаніч     | Жан     |